# Tuffi ai campionati mondiali di nuoto 2013 - Piattaforma 10 metri femminile
La competizione di tuffi dalla piattaforma 10 metri femminile dei campionati mondiali di nuoto 2013 si è svolta in tre fasi. Il turno eliminatorio, a cui hanno partecipato 36 atlete, si è svolta nella mattinata del 24 luglio. Le migliori diciotto hanno gareggiato nella semifinale il pomeriggio del 24 luglio, da qui le migliori dodici competeranno per la medaglia il 25 luglio.

## Medaglie
| Posizione | Atlete           | Paese   |
| --------- | ---------------- | ------- |
| Oro       | Si Yajie         | Cina    |
| Argento   | Chen Ruolin      | Cina    |
| Bronzo    | Julija Prokopčuk | Ucraina |

## Risultati
In verde sono indicate le atlete ammesse alla finale. In giallo sono indicate le atlete eliminate nel corso della semifinale.
| Pos. | Atleta               | Nazionalità    | Preliminare | Preliminare | Semifinale | Semifinale | Finale    | Finale |
| Pos. | Atleta               | Nazionalità    | Punti       | Pos.        | Punti      | Pos.       | Punti     | Pos.   |
| ---- | -------------------- | -------------- | ----------- | ----------- | ---------- | ---------- | --------- | ------ |
|      | Si Yajie             | Cina           | 360.35      | 1           | 341.85     | 3          | 392.15    | 1      |
|      | Chen Ruolin          | Cina           | 350.60      | 3           | 373.65     | 1          | 388.70    | 2      |
|      | Julija Prokopčuk     | Ucraina        | 328.25      | 4           | 302.40     | 11         | 354.40    | 3      |
| 4    | Sarah Barrow         | Gran Bretagna  | 309.00      | 10          | 316.05     | 6          | 346.45    | 4      |
| 5    | Maria Kurjo          | Germania       | 294.05      | 15          | 317.60     | 5          | 336.55    | 5      |
| 6    | Pandelela Rinong     | Malaysia       | 351.05      | 2           | 314.15     | 8          | 334.55    | 6      |
| 7    | Maria Betancourt     | Venezuela      | 309.30      | 9           | 314.65     | 7          | 328.35    | 7      |
| 8    | Roseline Filion      | Canada         | 301.85      | 13          | 327.45     | 4          | 316.70    | 8      |
| 9    | Tonia Couch          | Gran Bretagna  | 317.25      | 8           | 368.15     | 2          | 311.00    | 9      |
| 10   | Victoria Lamp        | Stati Uniti    | 279.25      | 18          | 312.25     | 9          | 301.20    | 10     |
| 11   | Alejandra Orozco     | Messico        | 303.45      | 11          | 300.10     | 12         | 298.15    | 11     |
| 12   | Laura Marino         | Francia        | 298.65      | 14          | 303.25     | 10         | 289.70    | 12     |
| 16.5 | H09.5                |                |             |             |            |            | 00:55.635 | O      |
| 13   | Ganna Krasnoshlyk    | Ucraina        | 290.25      | 16          | 294.75     | 13         |           |        |
| 14   | Amelia Cozad         | Stati Uniti    | 325.20      | 5           | 294.00     | 14         |           |        |
| 15   | Kim Jin-Ok           | Corea del Nord | 302.55      | 12          | 291.90     | 15         |           |        |
| 16   | Brittany Broben      | Australia      | 285.65      | 17          | 287.30     | 16         |           |        |
| 17   | Mai Nakagawa         | Giappone       | 321.65      | 6           | 272.05     | 17         |           |        |
| 18   | Fuka Tatsumi         | Giappone       | 320.50      | 7           | 267.80     | 18         |           |        |
| 16.5 | H09.5                |                |             |             |            |            | 00:55.635 | O      |
| 19   | Ekaterina Petukhova  | Russia         | 278.75      | 19          |            |            |           |        |
| 20   | Villő Kormos         | Ungheria       | 278.05      | 20          |            |            |           |        |
| 21   | Yulia Timoshinina    | Russia         | 271.20      | 21          |            |            |           |        |
| 22   | Carolina Murillo     | Colombia       | 269.95      | 22          |            |            |           |        |
| 23   | Kieu Duong           | Germania       | 266.60      | 23          |            |            |           |        |
| 24   | Carol-Ann Ware       | Canada         | 260.90      | 24          |            |            |           |        |
| 25   | Zsófia Reisinger     | Ungheria       | 250.45      | 25          |            |            |           |        |
| 26   | Mara Aiacoboae       | Romania        | 249.40      | 26          |            |            |           |        |
| 27   | Jaimee Gundry        | Sudafrica      | 248.95      | 27          |            |            |           |        |
| 28   | Choe Hy-Ang          | Corea del Nord | 246.95      | 28          |            |            |           |        |
| 29   | Cho Eun-Bi           | Corea del Sud  | 245.45      | 29          |            |            |           |        |
| 30   | Traisy Vivien Tukiet | Malaysia       | 244.95      | 30          |            |            |           |        |
| 31   | Noemi Batki          | Italia         | 244.90      | 31          |            |            |           |        |
| 32   | Kim Su-Ji            | Corea del Sud  | 235.20      | 32          |            |            |           |        |
| 33   | Lisette Ramirez      | Venezuela      | 221.00      | 33          |            |            |           |        |
| 34   | Annia Rivera         | Cuba           | 217.20      | 34          |            |            |           |        |
| 35   | Alejandra Estrella   | Messico        | 197.45      | 35          |            |            |           |        |
| 36   | Linadini Yasmin      | Indonesia      | 148.85      | 36          |            |            |           |        |